# ジャッジ・ドレッド (2012年の映画)
『ジャッジ・ドレッド』（原題: Dredd）は、2012年のSFアクション映画である。1995年にもシルヴェスター・スタローン主演で映画化されたイギリスのコミックの再映画化・リブート作品。主人公のドレッドを演じるのはカール・アーバンである。

## ストーリー
核戦争により、国土の大半が荒廃した未来のアメリカ。ボストンからワシントンD.C.にかけての東海岸一体に位置する巨大都市メガシティー・ワンは、8億人もの住民がひしめき合う人口過密都市であると同時に、1日の犯罪件数が1万を超えるほどの犯罪多発都市でもあった。もはや崩壊寸前となっているこの都市の治安を維持しているのは、警察と司法の機能を併せ持つ裁判所であり、そこに所属する通称"ジャッジ"と呼ばれる裁判官達である。彼らは裁判官・陪審員・処刑人の権限を全て持つエリート集団であり、犯罪者をその場で判決し、刑を執行する事が出来る唯一の存在でもあった。そんな彼らの中でもドレッド（カール・アーバン）はジャッジとして特に優れた腕を持ち、法を犯した者には決して容赦をしない事で犯罪者達から恐れられていた。
ある日、ドレッドはチーフ・ジャッジ（ラキエ・アヨラ）から、新米ジャッジのカサンドラ・アンダーソン（オリヴィア・サールビー）の適性をテストするよう命令を下される。それはカサンドラに秘められた超能力が、犯罪の摘発に役立つと考えられての命令だった。ちょうど殺人事件が起きたとの知らせを受けたドレッドは、カサンドラを引き連れ、事件現場となった超高層アパート"ピーチ・ツリー"へと向かう。手掛かりを求め階を調べていくドレッドとカサンドラは、ドラッグの密売所に突入した際、このアパートを支配するギャングのボス・ママ（レナ・ヘディ）の腹心であるケイ（ウッド・ハリス）を捕える。早速裁判所へ連行しようとした2人だったが、2人の動向を知っていたママがピーチ・ツリーの警備システムを作動し、2人を閉じ込めてしまった。実はママは、メガシティー・ワン全土を蝕む新型ドラッグ"スローモー"の製造と密売をこのアパートで行っていたのだ。ケイが2人にその証言をする事を危惧した彼女は、ドレッドとカサンドラを殺すよう大勢の部下達に命じる。かくして2人は、逃げ道も援護も無い中で命がけの戦いに臨む事になるのだった。

## キャスト
| 役名                                 | 俳優                     | 日本語吹替 |
| ------------------------------------ | ------------------------ | ---------- |
| ドレッド                             | カール・アーバン         | 藤原啓治   |
| カサンドラ・アンダーソン             | オリヴィア・サールビー   | 藤村歩     |
| ママ（本名：マデレーン・マドリガル） | レナ・ヘディ             | 五十嵐麗   |
| ケイ                                 | ウッド・ハリス           | 坂詰貴之   |
| ケイレブ                             | ウォーリック・グリア     |            |
| チーフ・ジャッジ                     | ラキエ・アヨラ           |            |
| レックス                             | ラングリー・カークウッド | 土田大     |
| アルヴァレス                         | エドウィン・ペリー       |            |
| チャン                               | カール・サニング         | 佐々木義人 |
| キャプラン                           | ミシェル・レヴィン       |            |
| ガスリー                             | フランシス・チャウラー   |            |
| ヴォルト                             | ダニエル・ハデベ         |            |
| TJ                                   | デオビア・オパレイ       |            |
| ビッグ・ジョー                       | ジョー・ヴァズ           |            |
| ズワーナー                           | ジェイソン・コープ       |            |
| ジャフェット                         | スコット・スパロー       |            |
| キャシー                             | ニコル・ベイリー         |            |
| アモス                               | ジュニア・シンゴ         | 長南翔太   |
| フリール                             | ルーク・タイラー         |            |
| トラヴィス                           | ドーナル・グリーソン     | 山崎健太郎 |
| ママのボディーガード                 | タメル・ブルジャック     |            |

- その他日本語吹き替え

菊本平、櫻井トオル、林和良、冨樫かずみ、川瀬晶子、野坂尚也、山本格、遠藤さやか、藤田曜子

## 製作

### 企画
映画の企画は2008年12月20日に発表された。これはイギリスのスタジオであるDNAフィルムズの独立プロジェクトであり、セールス・エージェンシーのIMグローバルと協力して進められた。2009年9月、アレックス・ガーランドが脚本を執筆し、ジョックがコンセプト・アートを描いたことが明らかとなった。しかしながら2009年10月の段階で、監督は未だ決まらなかった。2010年5月、リライアンス・ビッグ・ピクチャーズとその子会社のIMグローバルはDNAフィルムズの3Dロジェクトに4500万ドルを出資し、2010年末にヨハネスブルグで撮影開始予定であることを発表した。監督はピート・トラヴィス、プロデューサーはガーランド、アンドリュー・マクドナルド、アロン・ライヒに決定した。これ以前にはダンカン・ジョーンズへ監督オファーがされていた。2010年9月、タイトルは『Dredd』になることが発表された。
2010年9月に開催されたトロント国際映画祭の際、世界へのプリセールスにより3000万ドルを集めた。このセールスにはイギリスの配給会社であるエンターテインメント・フィルム・ディストリビューターズからの700万ドルも含まれた。2010年11月2日、ライオンズゲートが北米での配給権を獲得した。原作者であるジョン・ワグナーは映画のコンサルタントを務めた。2012年、彼は本作はコミックの再映画化であり、シルヴェスター・スタローン主演の1995年の映画『ジャッジ・ドレッド』のリメイクではないことを明かした。2011年7月、北米での劇場公開日は2012年9月21日であることが発表された。
プリプロダクションは2010年8月23日、南アフリカのケープタウンのケープタウン・フィルム・スタジオで開始された。2010年7月のコミコン・インターナショナルでカール・アーバンがジャッジ・ドレッド役にオファーされていることが明かされ、同年8月18日に決定が報じられた。9月、オリヴィア・サールビーがカサンドラ・アンダーソンを演じることが発表された。2011年1月、レナ・ヘディがドラッグ・ディーラーのママ役としてキャストに加わった。

### 撮影
4500万ドルの予算で撮影は2010年11月12日にケープタウンで始まって13週間行われ、さらに第二班が7週間撮影した。撮影地にはヨハネスブルグとケープタウン・フィルム・スタジオが含まれた。デジタルで撮影され、RED MX、SI2K、ファントム・フレックス・ハイスピード・カメラを使って主に3Dで行われた。一部の2D部分はポストプロダクション時に3Dに変換された。
DNFフィルムズ設立者のアンドリュー・マクドナルドは撮影監督にアンソニー・ドッド・マントルを起用した。マントルにとっては初の3Dの仕事となった。

## 音楽
映画音楽はポール・レオナード＝モーガンが作曲した。
映画でほかにヴィタリックの「Poison Lips」、ヤン・マッカローとジェマ・キックの「Dubstride」、マット・ベリーの「Snuffbox」、ロバート・J・ウォルシュの「Pontiac Moon」、ボビー・ウーマックの「Jubilee (Don't Let Nobody Turn You Around)」が使われた。
| 全作詞・作曲: ポール・レオナード＝モーガン。 |                                 |                                           |                                           |      |
| #                                            | タイトル                        | 作詞                                      | 作曲・編曲                                | 時間 |
| 1.                                           | 「She's a Pass」                | ポール・レオナード＝モーガン （ 英語版 ） | ポール・レオナード＝モーガン （ 英語版 ） | 3:16 |
| 2.                                           | 「Mega City One」               | ポール・レオナード＝モーガン （ 英語版 ） | ポール・レオナード＝モーガン （ 英語版 ） | 3:13 |
| 3.                                           | 「The Plan」                    | ポール・レオナード＝モーガン （ 英語版 ） | ポール・レオナード＝モーガン （ 英語版 ） | 2:37 |
| 4.                                           | 「The Rise of Ma-Ma」           | ポール・レオナード＝モーガン （ 英語版 ） | ポール・レオナード＝モーガン （ 英語版 ） | 1:55 |
| 5.                                           | 「Anderson's Theme」            | ポール・レオナード＝モーガン （ 英語版 ） | ポール・レオナード＝モーガン （ 英語版 ） | 2:37 |
| 6.                                           | 「Lockdown」                    | ポール・レオナード＝モーガン （ 英語版 ） | ポール・レオナード＝モーガン （ 英語版 ） | 2:46 |
| 7.                                           | 「Cornered」                    | ポール・レオナード＝モーガン （ 英語版 ） | ポール・レオナード＝モーガン （ 英語版 ） | 2:17 |
| 8.                                           | 「Kay Escapes」                 | ポール・レオナード＝モーガン （ 英語版 ） | ポール・レオナード＝モーガン （ 英語版 ） | 3:17 |
| 9.                                           | 「Mini-Guns」                   | ポール・レオナード＝モーガン （ 英語版 ） | ポール・レオナード＝モーガン （ 英語版 ） | 2:02 |
| 10.                                          | 「Undefined Space」             | ポール・レオナード＝モーガン （ 英語版 ） | ポール・レオナード＝モーガン （ 英語版 ） | 1:17 |
| 11.                                          | 「Bad Judges」                  | ポール・レオナード＝モーガン （ 英語版 ） | ポール・レオナード＝モーガン （ 英語版 ） | 2:03 |
| 12.                                          | 「Judgment Time」               | ポール・レオナード＝モーガン （ 英語版 ） | ポール・レオナード＝モーガン （ 英語版 ） | 1:52 |
| 13.                                          | 「Hiding Out」                  | ポール・レオナード＝モーガン （ 英語版 ） | ポール・レオナード＝モーガン （ 英語版 ） | 2:23 |
| 14.                                          | 「Order in the Chaos」          | ポール・レオナード＝モーガン （ 英語版 ） | ポール・レオナード＝モーガン （ 英語版 ） | 1:16 |
| 15.                                          | 「Slo-Mo」                      | ポール・レオナード＝モーガン （ 英語版 ） | ポール・レオナード＝モーガン （ 英語版 ） | 1:27 |
| 16.                                          | 「Taking Over Peach Trees」     | ポール・レオナード＝モーガン （ 英語版 ） | ポール・レオナード＝モーガン （ 英語版 ） | 1:27 |
| 17.                                          | 「It's All a Deep End」         | ポール・レオナード＝モーガン （ 英語版 ） | ポール・レオナード＝モーガン （ 英語版 ） | 2:20 |
| 18.                                          | 「Judge, Jury and Executioner」 | ポール・レオナード＝モーガン （ 英語版 ） | ポール・レオナード＝モーガン （ 英語版 ） | 2:18 |
| 19.                                          | 「Any Last Requests」           | ポール・レオナード＝モーガン （ 英語版 ） | ポール・レオナード＝モーガン （ 英語版 ） | 3:25 |
| 20.                                          | 「You Look Ready」              | ポール・レオナード＝モーガン （ 英語版 ） | ポール・レオナード＝モーガン （ 英語版 ） | 1:38 |
| 21.                                          | 「Ma-Ma's Requiem」             | ポール・レオナード＝モーガン （ 英語版 ） | ポール・レオナード＝モーガン （ 英語版 ） | 3:37 |
| 22.                                          | 「Apocalyptic Wasteland」       | ポール・レオナード＝モーガン （ 英語版 ） | ポール・レオナード＝モーガン （ 英語版 ） | 2:24 |

## 公開

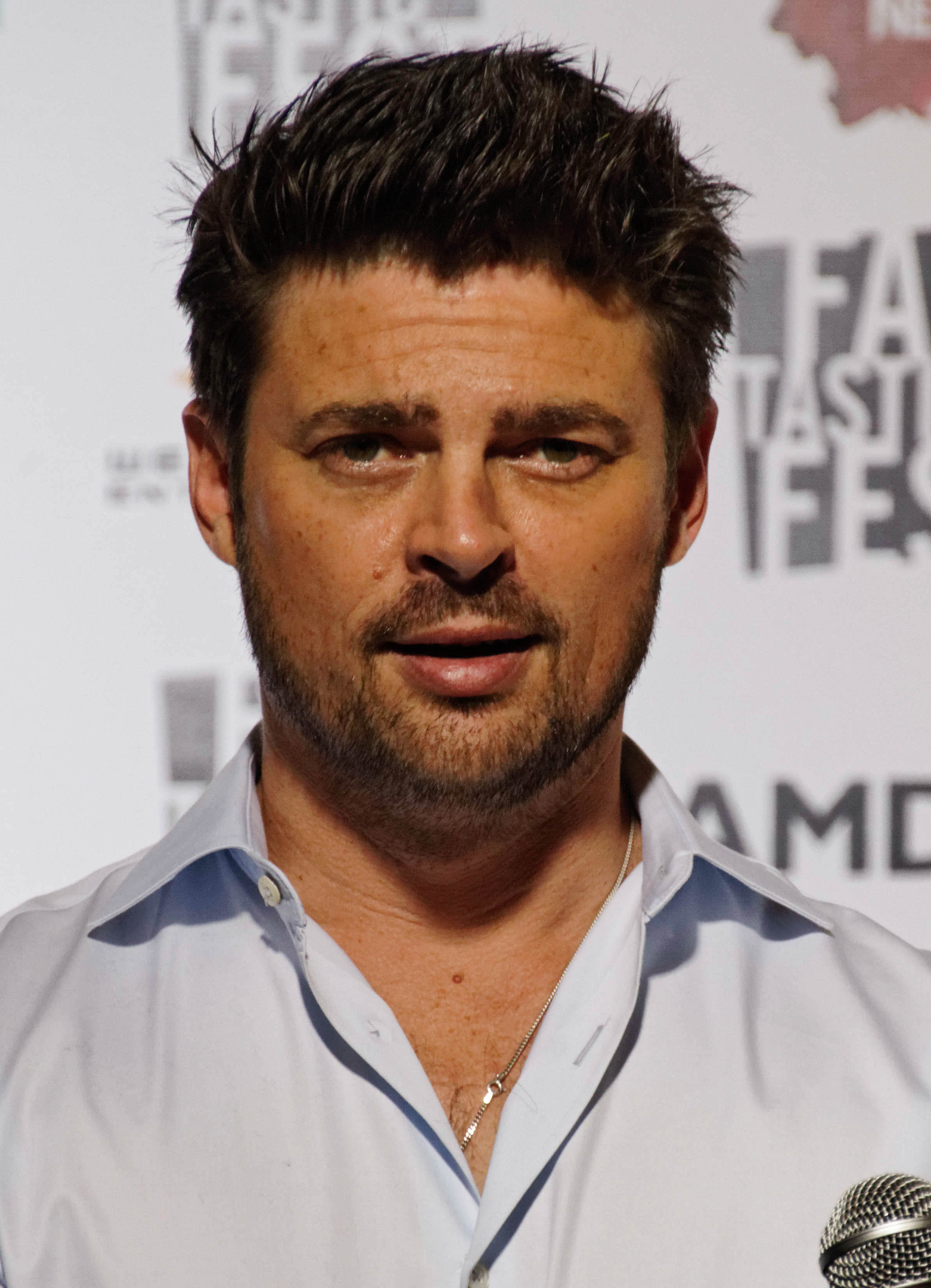
ファンタスティック・フェストでプロモーションをするカール・アーバン。

プレミア上映は2012年7月11日にコミコン・インターナショナルで行われた。他に、9月6日にトロント国際映画祭、9月末にファンタスティック・フェストでも上映された。イギリスでは2012年9月7日に劇場公開された。

### 興行収入
『ジャッジ・ドレッド』は国際市場では2221万1811ドル、北米市場で1341万4714ドル、累計3562万6525ドルを売り上げた。イギリスでは415劇場公開され、初週末に105万ユーロ（170万ドル）を売り上げた。これは18歳以上向けの映画としては『ソウ ザ・ファイナル 3D』（2010年）以来最高の初動成績である。2週目の週末は76万9381ユーロを売り上げ、5位となった。'イギリスでは累計で690万ドルを売り上げている。
北米市場ではR指定であることや1995年版が不評であることを踏まえて初週末成績は800万から1000万ドル程度であると予想されていた。2506劇場で封切られ、公開初日には220万ドル、週末全体で630万ドルを売り上げて6位となった。週末動員のうち、25歳以上が69%、男性が75%であった。北米での興行は公開から42日後の2012年11月1日に終了した。イギリスと北米以外では、ロシアで400万ドル、オーストラリアで200万ドル、マレーシアで110万ドルで売り上げている。

### 批評家の反応
Rotten Tomatoesでは161件のレビューで支持率は79%、平均点は6.5/10となった。Metacriticでは30件のレビューで加重平均値は60/100となった。
第18回エンパイア賞では英国作品賞、SFファンタジー賞、3D賞にノミネートされ、3Dを受賞した。

### ホームメディア
北米では2013年1月8日、イギリスでは1月14日にDVD、Blu-ray、デジタル・ダウンロード版が発売された。Blu-rayは2Dと3D版があり、デジタル・コピーも付けられた。イギリスでのDVDとBlu-rayの発売初週売り上げは1位となった。

## 関連リンク
- アメリカ版ジャッジ・ドレッド